# سیتروئن جی‌اس
سیتروئن جی‌اس (به انگلیسی: Citroën GS) خودرویی است که در سال‌های ۱۹۷۰ تا ۱۹۸۶در فرانسه، شیلی، اندونزی، موزامبیک، پرتغال، اسپانیا، آفریقای جنوبی، تایلند، اسلوونی و زیمبابوه تولید شده‌است.
این خودرو در کلاس خودروهای کامپکت قرار گرفته، طراحی آن موتور جلو-محور جلو بوده و طول آن در حالت طبیعی ۱۶۲٫۱۲۵ اینچ (۴٬۱۱۸٫۰ میلیمتر)، عرض آن در حالت طبیعی ۶۹٫۲۵ اینچ (۱٬۷۵۹ میلیمتر) و ارتفاع آن در حالت طبیعی ۵۳٫۱۲۵ اینچ (۱٬۳۴۹٫۴ میلیمتر) است.